# 丹巴 (威熱省)
6°53′S 15°01′E / 6.883°S 15.017°E
丹巴（葡萄牙語：Damba），是安哥拉的城鎮，位於該國西北部，由威熱省負責管轄，面積6,915平方公里，東鄰桑扎蓬博和布恩加斯，2006年人口131,525，人口密度每平方公里19人。